# CIR-ELKE
CIR-ELKE (Abk. Computer Integrated Railroading – Erhöhung der Leistungsfähigkeit im Kernnetz) war eine Strategie der Deutschen Bundesbahn und Deutschen Reichsbahn in den 1990er Jahren, um mit einer Vielzahl von Planungen und Entwicklungen eine effizientere Betriebssteuerung auf der Grundlage neuer Informations- und Betriebsleittechnik zu ermöglichen.
In jüngerer Vergangenheit wurde CIR-ELKE mit einer Softwareversion der Linienzugbeeinflussung (LZB) gleichgesetzt, wobei diese nur einen Teil der CIR-ELKE-Strategie darstellte. Nachdem die „klassische“ Bauform der LZB (L 72) im Jahr 2012 durch den Hersteller abgekündigt wurde, wurden bis November 2023 alle unter Linienzugbeeinflussung betriebenen DB-Netz-Strecken mit CIR-ELKE ausgerüstet. Über den reinen Soft- und Hardwarewechsel hinaus sind keine Anpassungen zur Nutzung der erweiterten CIR-ELKE-Funktionen vorgesehen. LZB CIR-ELKE wird nicht mehr weiterentwickelt und wird durch ETCS ersetzt, das mit Baseline 3 ähnliche technische Eigenschaften und die gleiche Leistungsfähigkeit wie CIR-ELKE habe. Triebfahrzeuge auf LZB-Strecken in Deutschland müssen heute wenigstens CIR-ELKE-I-fähig sein.

## Ziele und Maßnahmen
Mit CIR-ELKE können insbesondere die dicht befahrenen Hauptbahnstrecken (das Kernnetz) in die Lage versetzt werden, bis zu 20 % mehr Verkehr aufzunehmen. Gemeinsam mit einem verbesserten Marketingkonzept versprach man sich eine weitere Steigerung um 20 %, sodass mit einer Erhöhung des Leistungsvermögens des Kernnetzes um insgesamt 40 % gerechnet wurde. Dies wird unter anderem ermöglicht durch den so genannten Hochleistungsblock (HBL): dichtere Zugfolgen, zum Teil Verzicht auf feste Signale und Optimierung der Verkehre durch bessere Harmonisierung der Geschwindigkeiten sowie Koordinierung von Brems- und Überholvorgängen.
Dichtere Zugfolgen werden dabei durch folgende Maßnahmen erreicht:
- Durch LZB können Güterzüge schneller fahren und müssen damit weniger häufig von schnellen Zügen überholt werden.[5] Durch die Harmonisierung des Geschwindigkeitsniveaus von Personen- und Güterzügen wird die Leistungsfähigkeit gesteigert. Ohne Anpassungen an den Bremsanlagen der Züge kann dabei deren Geschwindigkeit auf bis zu 120 km/h angehoben werden (Noch größere Geschwindigkeiten wären mit den langen über die LZB übermittelbaren Bremswegen möglich, scheitern aber an der Konstruktion der Fahrzeuge).[6]
- Stehende Fahrzeuge erhalten Telegramme in größeren zeitlichen Abständen, so dass das Hauptaugenmerk der Streckenzentrale auf den in Bewegung befindlichen Teilnehmern liegt.
- Durch Verkürzung der Zugfolgeabschnitte („unterbremsweglange“ Blockabschnitte[1]) ist größere Zugdichte möglich. In Bahnhofsbereichen kann die Blockteilung optional an die Fahrdynamik bremsender und beschleunigender Züge angepasst werden.[1] Insbesondere in Ausfahrbereichen, teils auch in Einfahrbereichen, kommt diese besonders kurze Blockteilung zur Anwendung.[7] Die zuvor nur an Block- und Ausfahrsignalen mögliche Dunkelschaltung von Hauptsignalen wurde auf alle Signale ausgedehnt.[6] Die so gebildeten Hochleistungsblöcke, teils weniger als 300 Meter lang (S-Bahn München: bis ca. 50 m), ermöglichen die Unterteilung eines Blockabschnitts in zahlreiche Teilblöcke, die von LZB/CIR-ELKE-geführten Fahrzeugen belegt werden können. CIR-ELKE-Technik mit besonders dichter Blockteilung ermöglicht auf der Stammstrecke der Münchner S-Bahn eine besonders dichte Zugfolge von planmäßig 30 Zügen pro Stunde und Richtung.
- Mit CIR-ELKE können einschränkende Geschwindigkeiten so kommandiert werden, dass diese nicht bereits ab dem (Einfahr-)Signal, sondern ab dem geschwindigkeitsbestimmenden Element (z. B. Weichen) gelten. Dazu wird das deckende Signal zur Vermeidung von Signalisierungswidersprüchen dunkelgeschaltet. Ohne CIR-ELKE gilt hingegen die Geschwindigkeitseinschränkung ab dem vorgelagerten, deckenden Hauptsignal.
- Durch die kontinuierliche, lückenlose Geschwindigkeitsüberwachung können Durchrutschwege von vormals bis zu 300 m auf einheitlich 50 m verkürzt werden. Damit können größere Einfahrgeschwindigkeiten bei kurzen Durchrutschwegen realisiert und hemmende Wirkungen langer Durchrutschwege vermindert werden.[6]
- Jedes Telegramm wird doppelt übertragen und darf nur dann ausgewertet werden, wenn zwei Bedingungen erfüllt sind: Jedes Telegramm für sich muss fehlerfrei empfangen worden sein, und beide Telegramme müssen bitweise übereinstimmen. Dies verringert die Wahrscheinlichkeit, dass fehlerhaft übertragene Telegramme ausgewertet werden.

Neben diesen optimierten LZB-Funktionen sollten sich weitere CIR-ELKE-Bausteine positiv auf die Leistung und Qualität des Eisenbahnbetriebs auswirken. So galten Elektronische Stellwerke gegenüber Relaisstellwerken insbesondere bei Betriebsstörungen als funktional überlegen. Durch ein optimiertes Zuglenkkonzept sollten im Regelbetrieb Fahrstraßen automatisch und zeitlich optimal gestellt werden. Melde- und Überwachungsverfahren der Infrastruktur sollten optimiert und die Fahrdienstleiter von nicht betriebsrelevanten Informationen entlastet werden. Nicht zuletzt sollte die Zugüberwachung verbessert werden. Bei erkennbaren Konflikten sollten optimierte LZB-Führungsgrößen übertragen und insbesondere frühzeitig vor dem Konfliktpunkt angepasste Geschwindigkeiten übertragen werden.
Zur Umsetzung der geplanten CIR-ELKE-Funktionen waren vorrangig Anpassungen von Fahrzeug- und Streckensoftware erforderlich. Fahrzeugseitig waren leistungsstärkere Rechner erforderlich, einhergehend mit einer höheren Programmiersprache und einer Umstellung auf 16-Bit-Technik (daher auch LZB 80/16).
CIR-ELKE baut auf der Technik des bereits bestehenden LZB-Systems der DB AG auf, die physikalische Schnittstelle und der Telegrammaufbau wurden übernommen. Aufgrund der funktionellen Ähnlichkeit von LZB zu ETCS Level 2 wird zum Teil CIR-ELKE nach Einführung von ETCS auch im Verbund eingesetzt („Doppelausrüstung“).

## Geschichte
Erste Überlegungen zu einem derartigen System bei der Deutschen Bundesbahn datieren von 1991 und mündeten 1993 in einem Entwicklungskonzept.
Im Lichte der Deutschen Wiedervereinigung, der Öffnung nach Osten sowie der Erweiterung des Europäischen Binnenmarktes im Jahr 1993 suchte die Deutsche Bundesbahn Anfang der 1990er Jahre nach Möglichkeiten, die Kapazität und die Betriebsqualität des Bestandsnetzes kurz- und mittelfristig zu verbessern, bevor langfristig auf den wichtigsten Korridoren Neubaustrecken zur Verfügung stehen sollten. 1992 war geplant, CIR-ELKE auf 4500 km des deutschen Kernnetzes einzuführen. Mit einer ersten Teilinbetriebnahme auf der Pilotstrecke Karlsruhe–Basel wurde für Ende 1994 gerechnet. Nach dem Planungsstand von 1992 waren drei Dringlichkeitsstufen vorgesehen. Ein Teil der Strecken sollte dabei neu mit Linienzugbeeinflussung ausgerüstet werden, bei einem anderen Teil sollte die Linienzugbeeinflussung für den Hochleistungsblock ausgebaut werden. Die Strecken der ersten Dringlichkeitsstufe sollten bis 1998 ausgerüstet werden. Die Linienzugbeeinflussung der Neubaustrecken Hannover–Würzburg und Mannheim–Stuttgart sollte dabei nicht verändert werden. Allein für die CIR-ELKE-Ausrüstung der Strecken der ersten Dringlichkeitsstufe wären von 306 Stellwerken (mit einem Durchschnittsalter von 39 Jahren) 43 Prozent umzubauen und 57 Prozent gänzlich zu ersetzen gewesen (Stand: 1992).
In den Bundesverkehrswegeplan 1992 wurde das Maßnahmenpaket CIR/ELKE, 1. und 2. Stufe mit geschätzten Investitionen von 2,170 Milliarden DM in den vordringlichen Bedarf aufgenommen. Eine dritte Stufe wurde, mit Kosten von 2,060 Milliarden DM, in den weiteren Bedarf aufgenommen. Alle CIR-ELKE-Strecken wurden im Rahmen der betrieblichen Vorplanung einer Leistungsfähigkeitsberechnung unterzogen und den erforderlichen Investitionen an der Infrastruktur (z. B. Stellwerke, Blöcke, Linienzugbeeinflussung) gegenübergestellt. Es wurden dabei fünf aufeinander aufbauende Planfälle bewertet (Beibehaltung Istzustand, zusätzliche Blocksignale ohne LZB, LZB mit zusätzlichen LZB-Blockkennzeichen, Unterteilung der Einfahrzugstraßen, Unterteilung der Ausfahrzugstraßen). Je nach vorhandenem Ausrüstungsstand wurde mit Kosten von ein bis zwei Millionen DM je Streckenkilometer gerechnet (ohne Fahrzeugkosten). Die Ergebnisse der Untersuchungen (mit Strele) für verschiedene Strecken zeigten eine breite Streuung, starke Schwankungen innerhalb einer Strecke und Fahrtrichtung. Typischerweise lagen die Werte zwischen 10 und 40 Prozent. Anschließende Analysen zeigten, dass diese Ergebnisse mit der heute vorhandenen unterschiedlichen Ausrüstung zu erklären waren.
Voruntersuchungen für den Hochleistungsblock ließen Anfang der 1990er Jahre Leistungssteigerungen gegenüber noch nicht mit LZB ausgerüsteten Strecken von mehr als 20 Prozent erwarten. Modelluntersuchungen für Strecken des Kernnetzes zeigte eine um bis zu 30 Prozent (im Mittel 20 Prozent) gesteigerte Leistungsfähigkeit. Neben einer um 20 Prozent gesteigerten Leistungsfähigkeit (mehr Züge) sollte die Auslastung der Züge durch Marketing-Maßnahmen um ebenfalls 20 Prozent angehoben werden. DB-Technikvorstand Roland Heinisch rechnete auch 1996 noch damit, diese Ziele zu erreichen.
Am 17. März 1992 beschloss das Führungsgremium Deutscher Eisenbahnen (FDE, der gemeinsame Vorstand von Bundesbahn und Reichsbahn), CIR-ELKE-Technik und Betriebsverfahren auf dem Streckenabschnitt der Rheintalbahn zwischen Offenburg und Basel zu erproben. Die Strecke wurde aufgrund der verkehrlichen Leistungsanforderungen, ihrer signaltechnischen Infrastruktur, der Zahl der bereits mit LZB ausgerüsteten Fahrzeuge und der vergleichsweise geringen Vernetzung mit anderen Linien ausgewählt. Unterstützt durch spezielle Umlaufpläne sollte die Zahl der mit LZB 80/16 auszurüstenden Fahrzeuge auf 355 begrenzt werden. Mit der abschnittsweisen Inbetriebnahme wurde zwischen Ende 1994 und Ende 1995 gerechnet. Auf der Strecke sollte eine Leistungssteigerung von 27 Prozent (von Freiburg nach Basel) bzw. 38 Prozent (von Basel nach Freiburg) erreicht werden.
Letztlich begann die technische und bauliche Ausstattung zu einer 130 km langen Pilotstrecke im Jahr 1995, die Fertigstellung erfolgte 2001. Seit Juni 2001 wird LZB L72 CE-I im regulären Betrieb eingesetzt. Diese Strecke wurde Mitte 2006 auf die Weiterentwicklung CIR-ELKE II umgestellt.
Auf der Pilotstrecke sollten drei neue Elektronische Stellwerke und vier neue LZB-Zentralen gebaut sowie 17 Spurplanstellwerke für den Hochleistungsblock umgebaut werden. Anfang 1999 wurde von Kosten für die Erstanwendungsstrecke von 265 Millionen D-Mark ausgegangen. Nach verschiedenen Verzögerungen wurde dabei mit der Inbetriebnahme im Mai 1999 gerechnet. In Bahnhofsein- und -ausfahrten wurden teilweise 200 m kurze Zugfolgeabschnitte realisiert. Neben dem so genannten Hochleistungsblock mit linienfömirger Zugbeeinflussung und der entsprechenden Ausrüstung wurden auf der Pilotstrecke auch Lücken in der rechnerunterstützten Zugüberwachung geschlossen, die Betriebssteuerung in Betriebszentralen konzentriert und ein rechnergestütztes Zugmeldeverfahren aufgebaut. Da CIR-ELKE-Funktionen nur in modernen Relaisstellwerken und modernen Elektronischen Stellwerken (ESTW) umgesetzt werden konnten, wurden ältere Stellwerke durch ESTW ersetzt.
Die Deutsche Bahn plante um 2001, das gesamte Fern- und Ballungsnetz mit CIR-ELKE auszurüsten. Das Unternehmen rechnete damit, durch einen bundesweiten Einsatz von CIR-ELKE die Zahl der Güterzüge von 7.000 auf 10.000 steigern zu können.
Anfang 2006 waren in Deutschland 5 LZB-Zentralen (ca. 155 km) mit LZB CE I sowie 11 Zentralen (515 km) mit LZB CE II in Betrieb. Dem standen 34 Zentralen (1580 km) mit konventioneller L72-LZB in Deutschland, 3 Zentralen (ca. 140 km) in Österreich und 11 Zentralen (ca. 530 km) in Spanien gegenüber.
Beginnend seit dem Jahr 2012 mit dem Abschnitt Hannover–Göttingen der Schnellfahrstrecke Hannover–Würzburg wurden bis 2023 alte, noch nicht CIR-ELKE-fähige LZB-Zentralen durch neue LZB-Zentralen mit CIR-ELKE ersetzt. Die leistungssteigernden Funktionen, die eine besondere Projektierung erfordern würden, werden dabei nicht genutzt.
Nach Abschluss der geplanten Ablösung der LZB durch ETCS in Deutschland wird CIR-ELKE nicht mehr genutzt werden.

## CIR-ELKE II

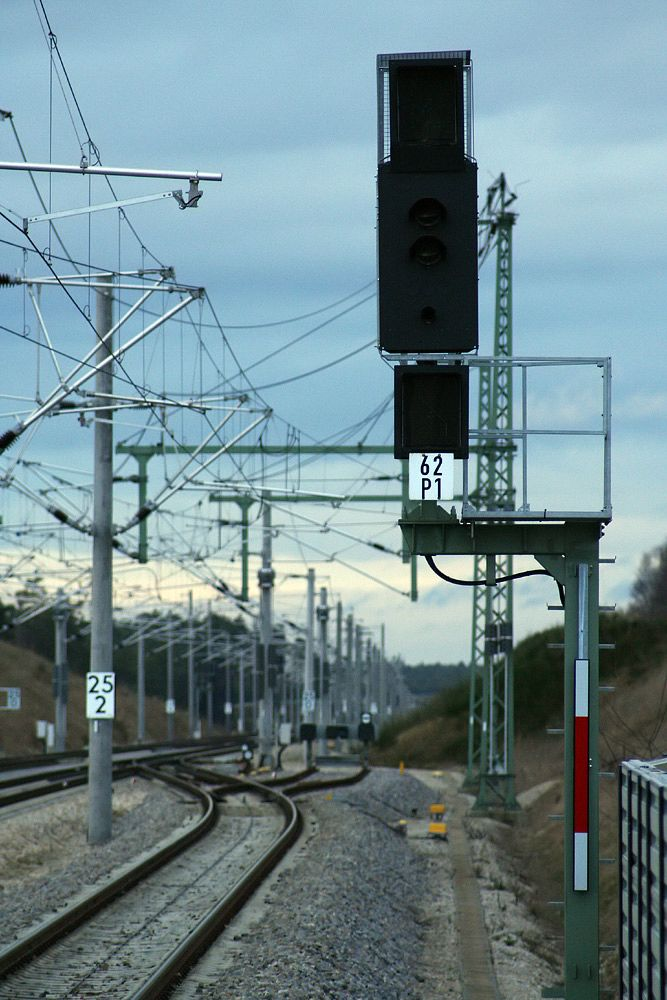
Dunkelgeschaltetes Ks-Ausfahrsignal im Bahnhof Allersberg. Ohne CIR-ELKE würde das Signal „10“ (100 km/h) zeigen. Diese Geschwindigkeit müsste bis zum Ende des anschließenden Weichenbereiches (drei Weichen) gefahren werden. Durch CIR-ELKE wird diese Geschwindigkeitsbeschränkung nach Freifahren der ersten (abzweigend gestellten) Weiche aufgehoben, die beiden folgenden Weichen eines Gleiswechsels können (gerade) mit voller Streckengeschwindigkeit befahren werden. Da dies im Widerspruch zum Signalbegriff des Lichtsignals stünde, wird dieses dunkelgeschaltet.

Für den nördlich an den CIR-ELKE-I-Pilotstreckenabschnitt anschließenden Bereich wurde die CE-I-Systemsoftware erweitert, um Geschwindigkeiten von bis zu 280 km/h statt vormals 250 km/h zu erlauben. Darauf aufbauend wurden die CIR-ELKE-II-Funktionen in mehreren Software-Versionen Schritt für Schritt entwickelt.
Bei der ab 1995 im Bau befindlichen Schnellfahrstrecke Köln–Rhein/Main sollte zunächst ETCS ohne ortsfeste Signale eingesetzt werden. Als sich bei der Spezifikation und Realisierung von ETCS Verzögerungen abzeichneten, fiel 1998 die endgültige Entscheidung, LZB L72 CE-I einzusetzen, die anschließend zu LZB L72 CE-II weiterentwickelt wurde.
Die Weiterentwicklungen von CIR-ELKE II umfassen unter anderem:
- Anpassung für eine Höchstgeschwindigkeit von 350 km/h (mit CIR-ELKE I zuvor maximal 250 km/h).[13]
- Verwaltung der Wirbelstrombremse der ICE-3-Züge, mit statischen (dauerhaften) und temporären Wirbelstrombremsverbotszonen.[13] Die Wirbelstrombremse durfte zunächst nur im Neubauabschnitt Siegburg/Bonn–Frankfurt Flughafen (und auf der Schnellfahrstrecke Nürnberg–Ingolstadt) als Betriebsbremse zum Einsatz kommen und wird per LZB frei- bzw. abgeschaltet. Im übrigen Netz wird die Wirbelstrombremse nur für Schnell- und Zwangsbremsungen verwendet.
- Anpassung der Bremskurvenberechnung an Längsneigungen von bis zu 40 Promille. Frühere LZB-Versionen berechneten Bremskurven in drei Gefällestufen (0, 5 und 12,5 Promille Gefälle). Durch die Steigungen von bis zu 40 Promille wären Bremsvorgänge damit unnötig früh eingeleitet worden, auch wenn vor dem Zug eine große Steigung gelegen wäre. Durch die Berücksichtigung des Höhenprofils (mit 13 Stufen[18]) der Strecke in der LZB-Projektierung können Bremsvorgänge entsprechend kürzer und wirtschaftlicher gestaltet werden.
- Die Vermeidung von Sprüngen der LZB-Sollgeschwindigkeit beim Verlassen von Gefälleabschnitten[19], hervorgerufen durch den Wechsel der kommandierten Bremskurven.
- Durch die neue Höchstgeschwindigkeit und die längeren Bremswege war eine Erhöhung der Zielentfernung über 9.900 Meter erforderlich. Die maximale Zielentfernung bei LZB mit CIR-ELKE-Ausrüstung beträgt 35.000 m, wenn ein die Geschwindigkeit einschränkender Zielpunkt (bzw. ein Halt) voraus liegt. Liegt innerhalb dieser Distanz kein solcher Punkt bzw. Halt, wird eine Zielentfernung von 13.000 m dargestellt.
- Mittels CIR-ELKE und einer speziell angepassten Fahrzeugsoftware kann einem LZB-geführten Fahrzeug der Auftrag übermittelt werden, den Hauptschalter vor einer Schutzstrecke bzw. Phasentrennstelle auszulegen. Das Signal wird mittels des Leuchtmelders EL und einem akustischen Signal in den Führerstand übermittelt. Dieses Signal wird im Moment auf den Strecken Berlin–Hamburg (drei Trennstellen) und Leipzig–Berlin (zwei Trennstellen) verwendet. (Eine automatische Senkung des Stromabnehmers durch die LZB war bereits in den frühen 1990er Jahren in ICE-Zügen realisiert.[20])
- Mit CIR-ELKE findet der LZB-Nachfahrauftrag Einzug in das LZB-System. Damit wird ein Nachrücken in einen Teilblock mit einer freigegebenen Geschwindigkeit von unter 40 km/h bezeichnet.
- Der LZB lagen zunächst starre Bremskurven (mit starren Verzögerungswerten) zu Grunde, die aus thermischen Gründen für Bremsungen aus sehr hohen Geschwindigkeiten ausgelegt waren.[20] Mit CIR-ELKE wurden sie durch geknickte Bremskurven mit bis zu drei verschiedenen Verzögerungen (abhängig von der Geschwindigkeit[13]) ersetzt.[18] Durch die Nutzung unterschiedlicher Verzögerungen bei verschiedenen Geschwindigkeitsniveaus werden Fahrzeitverluste minimiert.[20] Die Bremskurven sind baureihenspezifisch und werden von der Streckenzentrale an das Fahrzeug übermittelt.[13]
- Für bis zu acht Klassen von Zügen können Seitenwindempfindlichkeitszonen mit entsprechenden Geschwindigkeitseinschränkungen eingegeben werden.[19]
- Es können tunnelbedingte Geschwindigkeitseinschränkungen für bis zu vier Klassen von Zügen berücksichtigt werden.[19]
- Elemente außerhalb des Linienleiterbereichs können mit berücksichtigt werden.[19]
- Ebenfalls neu eingeführt wurden Verfahren, um gestörte Linienleiter-Kurzschleifen zu erfassen und die Qualität der Linienleiterübertragung für jeden LZB-Ort (100 m) zu messen.[19]

Von Juli bis September 2001 erfolgten erste Testfahrten mit CIR-ELKE II zwischen Baden-Baden und Offenburg, im Oktober 2001 folgten erste Testfahrten auf einem Teilabschnitt der Neubaustrecke Köln–Rhein/Main.
Die Zulassung für die Neubaustrecke Köln–Rhein/Main erfolgte zunächst unter Auflagen, die mit weiteren Softwareversionen abnahmen. Zum Fahrplanwechsel im Dezember 2002 wurde eine neue Softwareversion eingespielt.
Es gibt insgesamt drei verschiedene Telegrammversionen für CIR-ELKE.

### Anpassungen für die S-Bahn München
Zunächst für den Fernverkehr entwickelt, wurde CIR-ELKE II für den Einsatz auf der Stammstrecke der S-Bahn München, ab Dezember 2004, angepasst. Durch DB Systemtechnik wurden weitergehende, spezifische Anforderungen erstellt. Neben Ergänzungen an der Infrastruktur waren auch Anpassungen an den LZB-80-Fahrzeuggeräten notwendig. Streckenseitig können LZB-Haltepunkte nunmehr 5 m statt vormals 12,5 bis 25 m vor einem Signal liegen. Zur Erhöhung der Verfügbarkeit wurde die Anordnung von Bereichskennungswechseln optimiert. Die Mindestzuglänge wurde von 100 auf 70 m abgesenkt, die maximale Zielentfernung auf 4000 m beschränkt.
Fahrzeugseitig, auf den Triebzügen der Baureihe 423, wurde die CIR-ELKE I zur CIR-ELKE II hochgerüstet. Speziell optimierte Bremskurven wurden entwickelt und die Einhaltung von 55 m langen Durchrutschwegen (LZB-Sollhaltepunkt bis Gefahrpunkt) bei Schnellbremsbedingungen nachgewiesen. Neue Multifunktionsanzeigegeräte ermöglichen eine auf bis zu 5 m genaue Anzeige der Zielentfernung. Die Zeit zur Ankündigung einer Geschwindigkeitsreduzierung wurde auf 4 Sekunden verkürzt. Daneben wurde eine neue Software zur Ortung des Fahrzeugs installiert.
Damit einher gingen Maßnahmen zur Erhöhung der Verfügbarkeit. Unter anderem wurde die Länge der LZB-Bereiche – bei der Fernbahn 12.500 m – verkürzt, um eine schnellere Wiederaufnahme von aus der LZB-Führung gefallenen Fahrzeugen zu ermöglichen. Die Länge der Kurzschleifen (300 m) blieb unverändert, ihre Anordnung wurde jedoch so optimiert, dass jeweils zwei Schleifen an einem Bahnsteig zu finden sind. Darüber hinaus wurden besondere betriebliche Regelungen ergriffen.

## Weitere Besonderheiten
- Die vollständige Aufnahme in die LZB (Hellschaltung der Führerraumanzeigen) erfolgt auf mit CIR-ELKE ausgerüsteten Strecken erst, wenn der gesamte Zug am Hauptsignal, das dem Bereichskennzeichen folgt, vorbeigefahren ist. Zuvor erfolgt eine verdeckte Übertragung, in der bereits eine Übertragung läuft, die Führerraumanzeigen jedoch noch nicht aktiviert werden. Bricht die Übertragung zwischen verdeckter Aufnahme und Hellschaltung der Anzeigen zusammen, erfolgt eine Zwangsbremsung.
- Während bei LZB ohne CIR-ELKE neben geschwindigkeitseinschränkenden Zielpunkten auch Geschwindigkeitserhöhungen über die Zielentfernung vorsignalisiert werden, werden auf CIR-ELKE-Strecken nur Geschwindigkeitseinschränkungen über die Zielentfernung angekündigt. Geschwindigkeitserhöhungen werden direkt über eine Erhöhung der Sollgeschwindigkeit angezeigt. Die einzuhaltenden Bremskurven unterscheiden sich nicht.
- Der LZB-Vorsichtsauftrag gilt bei CIR-ELKE (wie auch bei Fahrt mit LZB ohne CIR-ELKE) stets bis zur nächsten Blockstelle, die durch ein Hauptsignal gekennzeichnet ist.
- Bricht die LZB-Übertragung auf freier Strecke zusammen, ist eine Weiterfahrt (im Ganzblockmodus) mit reduzierter Geschwindigkeit (analog konventioneller LZB) möglich. Bei CIR-ELKE werden dabei wesentliche Parameter des folgenden Hauptsignals (Entfernung, Stellung, Durchrutschweg, Geschwindigkeitsbeschränkungen) von der Streckenzentrale berücksichtigt und dem LZB-geführten Zug stetig eine Ausfallgeschwindigkeit sowie die Entfernung zum nächsten Hauptsignal übermittelt. Mit diesen Größen ist eine Weiterfahrt bei einem Übertragungsausfall signalgeführt möglich. Mit CIR-ELKE II wurde die höchstmögliche Ausfallgeschwindigkeit von 85 auf 160 km/h heraufgesetzt.
- Auf CIR-ELKE-Strecken kann kein LZB-Nothaltauftrag mehr übermittelt werden.
- Mittels LZB (ohne CIR-ELKE bzw. CIR-ELKE I) wird der Triebfahrzeugführer optisch (Leuchtmelder G) und akustisch über einen bevorstehenden Bremseinsatzpunkt informiert. Bei konventioneller LZB erfolgt diese Warnung, wenn der Bremseinsatzpunkt weniger als 1000 m entfernt ist und die Differenz aus zu erreichender Soll- und Istgeschwindigkeit weniger als 30 km/h beträgt.

## Fahrzeug-Ausrüstung
Neben einer entsprechenden technischen Ausstattung der Strecke müssen auch die Fahrzeuge mit speziellen Geräten für CIR-ELKE ausgestattet sein.
Anfang 1994 waren insgesamt 13 Lokomotiven der Baureihen 110, 111, 140 und 141 für CIR-ELKE umgerüstet bzw. zur Umrüstung vorgesehen. Vor Aufnahme des Betriebs zwischen Offenburg und Basel wurden zahlreiche CIR-ELKE-fähige Lokomotiven der Baureihe 140 an die Strecke umbeheimatet.
Zum Dezember 2006 waren in Deutschland folgende Baureihen der DB mit CIR-ELKE ausgestattet:
- 145 Lokomotiven der Baureihe 101
- 1 Lokomotive der Baureihe 103 (103 222)
- 25 Lokomotiven der Baureihe 110
- 14 Lokomotiven der Baureihe 111
- 2 Lokomotiven der Baureihe 120 (120 501 und 120 502)
- 27 Lokomotiven der Baureihe 143
- 1 Lokomotive der Baureihe 155
- 238 Triebzüge der Baureihe 423, die auf dem Streckennetz der S-Bahn München eingesetzt werden.
- Die gesamte ICE-Flotte mit CIR-ELKE II: ICE 1, ICE 2, ICE 3, ICE T, ICE-TD
- Eine Anzahl von Steuerwagen für Wendezüge mit führendem Steuerwagen.

Zum September 2013 waren in Deutschland folgende Baureihen der DB mit CIR-ELKE ausgestattet:
- alle betriebsfähigen Lokomotiven der Baureihe 101
- Loks der Baureihe 111
- alle betriebsfähigen Lokomotiven der Baureihe 120
- alle betriebsfähigen Loks der Baureihe 140, welche zuvor mit LZB ausgestattet waren
- Loks der Baureihe 143
- Loks der Baureihe 145
- alle in Freiburg stationierten Loks der Baureihe 146
- Loks der Baureihe 152
- alle betriebsfähigen Loks der Baureihe 151, welche zuvor mit LZB ausgestattet waren
- alle betriebsfähigen Loks der Baureihe 155, welche zuvor mit LZB ausgestattet waren
- 25 Loks der Baureihe 182
- Loks der Baureihe 185
- Loks der Baureihe 189
- Triebfahrzeuge des ET 423, die auf dem Streckennetz der S-Bahn München eingesetzt werden.
- Triebfahrzeuge des ET 425
- Triebfahrzeuge des ET 426
- Die gesamte ICE-Flotte mit CIR-ELKE II: ICE 1, ICE 2, ICE 3, ICE T, ICE-TD
- Eine Anzahl von Steuerwagen für Wendezüge mit führendem Stwg.

Darüber hinaus fahren andere Eisenbahnverkehrsunternehmen mit entsprechend ausgerüsteten Loks, zum Beispiel die SBB mit der Re 482.
Die CIR-ELKE-Systemsoftware ist abwärtskompatibel zur LZB L72, der verbreiteten LZB Softwareversion: Mit LZB-CIR-ELKE-II ausgerüstete Fahrzeuge können beispielsweise auch Strecken mit CIR-ELKE I bzw. ohne CIR-ELKE befahren. Fahrzeuge ohne CIR-ELKE-Ausrüstung werden auf CIR-ELKE-Strecken hingegen nicht in die LZB aufgenommen. Zusätzlich muss der Triebfahrzeugführer eine Unterweisung nachweisen, um ein Fahrzeug CIR-ELKE-geführt fahren zu dürfen.